# Liste der Kulturdenkmale in Weikersheim

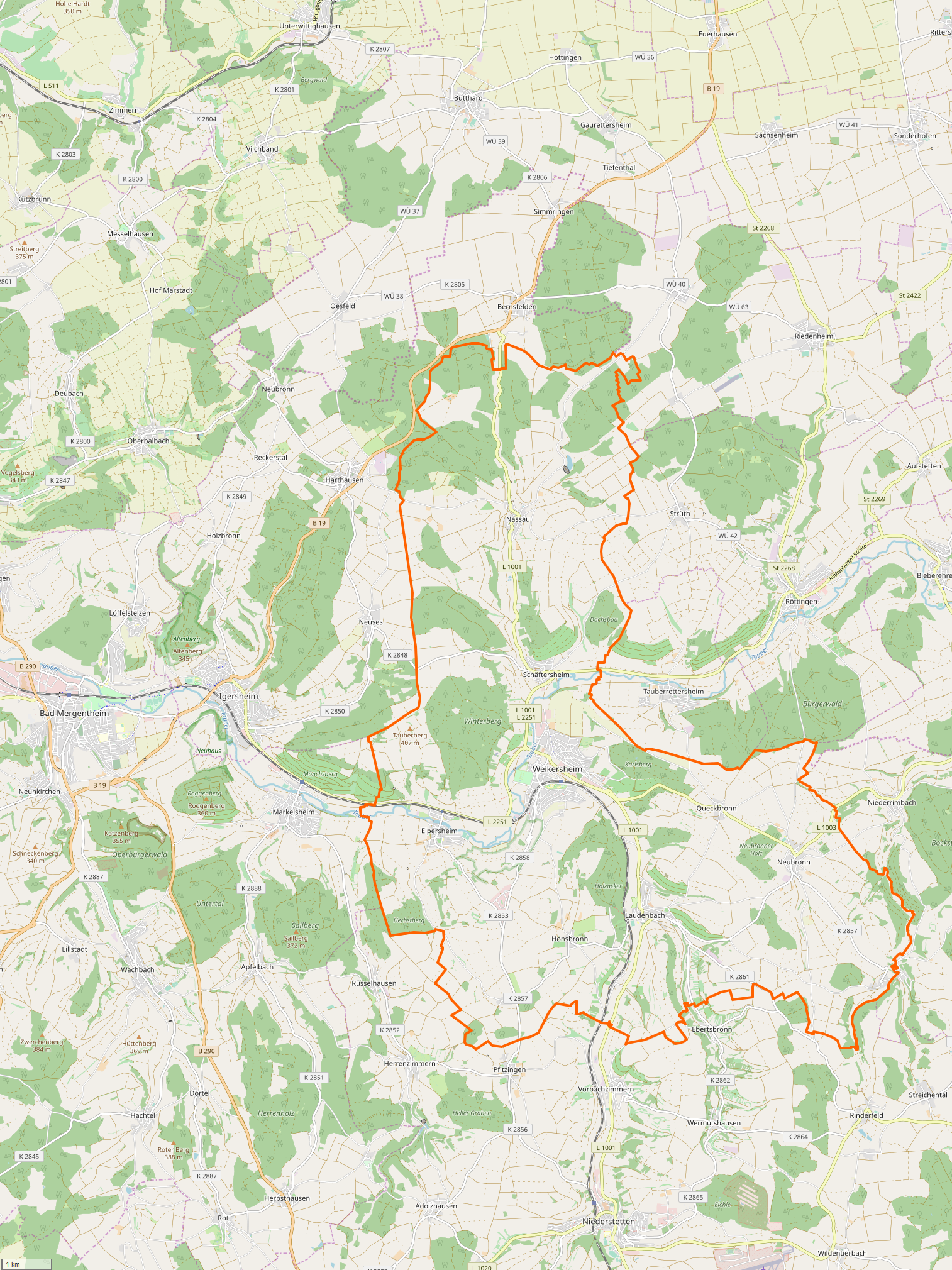
Gemarkung und Lage der Stadt Weikersheim

In der Liste der Kulturdenkmale in Weikersheim sind Bau- und Kunstdenkmale der Stadt Weikersheim verzeichnet, die im „Verzeichnis der unbeweglichen Bau- und Kunstdenkmale und der zu prüfenden Objekte“ des Landesamts für Denkmalpflege Baden-Württemberg verzeichnet sind. Dieses Verzeichnis ist nicht öffentlich und kann nur bei „berechtigtem Interesse“ eingesehen werden. Die folgende Liste ist daher nicht vollständig. Sie beruht im Wesentlichen auf dem veröffentlichten Denkmalpflegerischen Werteplan. Der Artikel ist Teil der übergeordneten Liste der Kulturdenkmale im Main-Tauber-Kreis. Eine rechtsverbindliche Auskunft ist lediglich auf Anfrage bei der Unteren Denkmalschutzbehörde der Stadt Weikersheim erhältlich.
Kleindenkmale wie beispielsweise Bildstöcke, Statuen und Wegkreuze blieben im Stadtgebiet zahlreich erhalten. Der Grund liegt in der seit dem Mittelalter durchgehend landwirtschaftlichen Struktur. Es kam in der Neuzeit zu keiner Verdichtung von Siedlung und Industrie wie in den Ballungsgebieten, so dass diese Kulturdenkmale im Freiland weitgehend erhalten blieben.

## Allgemein
- Bild: Zeigt ein ausgewähltes Bild aus Commons, „Weitere Bilder“ verweist auf die Bilder im Medienarchiv Wikimedia Commons.
- Bezeichnung: Nennt den Namen, die Bezeichnung oder die Art des Kulturdenkmals.
- Lage: Straßenname und Hausnummer oder Flurstücknummer des Kulturdenkmals, gegebenenfalls auch den Ortsteil. Die Grundsortierung der Liste erfolgt nach dieser Adresse. Der Link (Karte) führt zu verschiedenen Kartendiensten mit der Position des Kulturdenkmals. Fehlt dieser Link, wurden die Koordinaten noch nicht eingetragen. Sind diese bekannt, können sie über ein Tool mit einer Kartenansicht einfach nachgetragen werden. In dieser Kartenansicht sind Kulturdenkmale ohne Koordinaten mit einem roten bzw. orangen Marker dargestellt und können durch Verschieben auf die richtige Position in der Karte mit Koordinaten versehen werden. Kulturdenkmale ohne Bild sind an einem blauen bzw. roten Marker erkennbar.
- Datierung: Baubeginn, Fertigstellung, Datum der Erstnennung oder grobe zeitliche Einordnung entsprechend des Eintrags in der zuständigen Denkmaldatenbank (Landesamt für Denkmalpflege Baden-Württemberg).
- Beschreibung: Kurzcharakteristik des Kulturdenkmals.

## Kulturdenkmale nach Ortsteilen

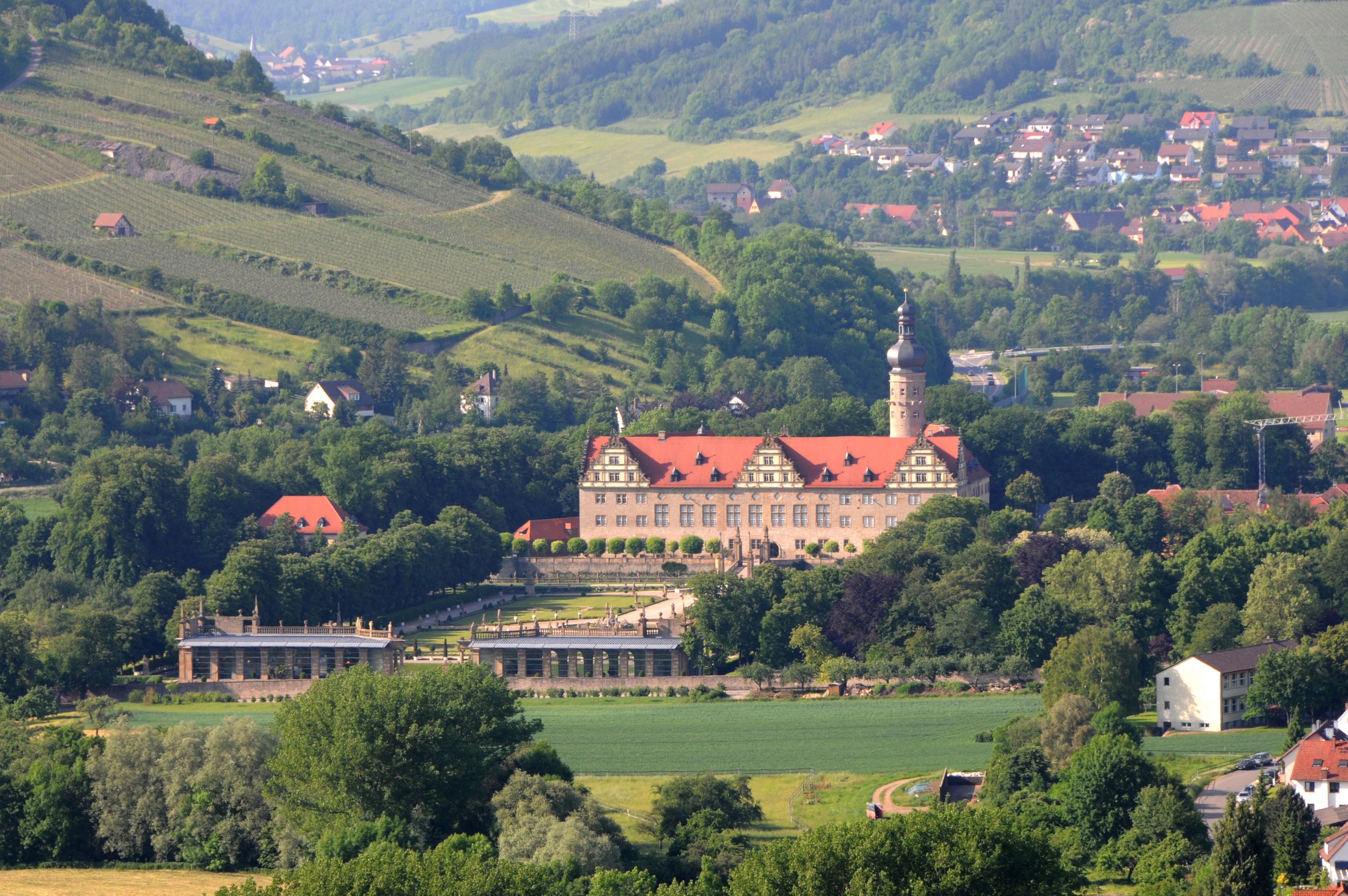
Schloss Weikersheim von oben

### Weikersheim
Bau-, Kunst- und Kulturdenkmale in der Kernstadt Weikersheim mit der Stadt Weikersheim (⊙), dem Weiler Hof Aischland (⊙) und dem Wohnplatz Karlsberg (⊙):

#### Stadtbaugeschichte
Bei der ersten, dörflichen Ansiedlung handelte es sich um altes Reichsgut, das 837 in einer Urkunde des Klosters Fulda genannt wurde. Als Herren von Wighartesheim wurden die Herren von Hohenlohe erstmals 1153 urkundlich fassbar. Diese gründeten um diese Zeit die bereits erwähnte Wasserburg im Bereich des heutigen Schlosses.
1313 erhielt die Burgsiedlung Stadtrecht und wurde befestigt. Sie war zunächst Allodialgut der Herrn von Hohenlohe, ab 1345 Lehen des Klosters Fulda und ab 1392 Lehen des Bistums Würzburg. Nach weiteren zahlreichen Verpfändungen ging Weikersheim 1468 in den dauernden Besitz des Hauses Hohenlohe über und wurde zwischen dem Ende des 16. bis Mitte des 18. Jahrhunderts zur Residenzstadt ausgebaut.
Graf Siegfried leitete 1680 die Barockisierung der Stadtanlage ein, die in der Neugestaltung des Marktplatzes ihre Krönung fand. Der Platz übernahm fortan eine Gelenkfunktion zwischen dem herrschaftlichen und dem bürgerlichen Bereich – dem alten Stadtkern Weikersheims, der sich entlang der Hauptstraße und östlich der Stadtpfarrkirche erstreckt. Die erste Stadterweiterung erfolgte in der 2. Hälfte des 17. Jahrhunderts unter Graf Julius zu Neuenstein, der vor dem nördlichen Tor Wohnhäuser an die Basteimauer anbauen ließ. Die Anlage der südlichen, unbefestigten Vorstadt im Bereich der heutigen Schulstraße und der Karl-Ludwig-Straße erfolgte ab Mitte des 18. Jahrhunderts.

#### Gesamtanlage Altstadt Weikersheim
| Bild | Bezeichnung                       | Lage                                          | Datierung               | Beschreibung | ID |
| ---- | --------------------------------- | --------------------------------------------- | ----------------------- | --- | -- |
|      | Gesamtanlage Altstadt Weikersheim | Altstadt mit Schloss und Gartenanlage (Karte) | 16. bis 18. Jahrhundert | Die einstige hohenlohische Residenzstadt Weikersheim zeichnet durch ihren sehr gut überlieferten, barock überformten Baubestand, dem nahezu vollständig erhaltenen Stadtgrundriss, der fast geschlossen erhaltenen Stadtumwehrung sowie der einzigartigen kulturlandschaftlichen Einbettung aus. Bei der Stadt Weikersheim handelt es sich damit um eine Gesamtanlage gemäß § 19 DSchG, an deren Erhaltung ein besonderes öffentliches Interesse besteht. Geschützt nach §§ 19 (Gesamtanlage) DSchG |    |

#### Sachgesamtheit Stadtbefestigung
Die ab 1313 errichtete Stadtmauer ist in vielen Bereichen bis heute sichtbar, vielfach dient sie auch als Rückseite der bestehenden Bebauung. Von den alten Stadttoren ist heute noch das „Untere Tor“ im Norden, der sogenannte Gänsturm erhalten, während das „Obere Tor“ im Süden bereits zu beginn des 19. Jahrhunderts eingelegt wird. Baugeschichtlich besonders wichtig ist der in seiner Bausubstanz kaum beeinträchtige Stadtmauer- und Gefängnisturm im Viertel Am Graben. Gemeinsam mit dem Kirchturm und dem mittelalterlichen Bergfried (1600 bzw. 1680 erhöht) des Schlosses überhöht er zum einen die beiden Gegenpole Stadt und Schloss, während er gleichzeitig wesentlicher Bestandteil der südlichen bzw. südwestlichen Stadtsilhouette ist.

| Bild           | Bezeichnung                                                   | Lage                                              | Datierung       | Beschreibung | ID |
| -------------- | ------------------------------------------------------------- | ------------------------------------------------- | --------------- | --- | -- |
| Weitere Bilder | Unteres Tor, sogenannter Gänsturm, mittelalterliches Stadttor | Hauptstraße 41 (Karte)                            | 1320            | Mehrgeschossiges in Muschelkalk und Sandstein errichtetes und weitgehend verputztes Tor mit Welscher Haube mit Turmuhr; spitzbogige Tordurchfahrt, kleine Fensteröffnungen, an der Nordseite steinerner Balkon über Konsolen; um 1320 errichtet, 1594 renoviert, 1721 teilweise neu aufgebaut und mit Haube und Balkon versehen, 1952 nach Kriegszerstörungen die Reste instand gesetzt und mit Pyramidendach versehen, 2002 Rekonstruktion des Turmes (Erhöhung um 2 Geschosse und Herstellung des Turmhelms). Als einzig erhaltenes Stadttor und als Bestandteil der Sachgesamtheit Stadtbefestigung kommt dem Unteren Tor sehr hoher Zeugniswert für die Stadtanlage zu, neben seiner durch die Rekonstruktion wiedererlangten Bedeutung als wichtige vertikale Dominante im Stadtbild. Geschützt nach §§ 28 (Gebäude) DSchG |    |
| Weitere Bilder | Sogenannte Blaue Kappe, Stadtturm und ehemals Zehntgefängnis  | Am Graben 15 (früher Am Graben 7) (Karte)         | 14. Jahrhundert | Sog. Blaukappenturm. Über annähernd quadratischem Grundriss errichteter Turm mit westlicher angebauter Wendeltreppe, weitgehend massiv, das oberste Turmgeschoss in Fachwerk errichtet; das Äußere und Innere des Turmes weitgehend unverändert als Gefängnisturm überliefert (Innenstruktur, Ausstattung, Fassungsreste u. a.); im Kern 14. Jahrhundert, um 1600 umgebaut, 1935 Wiederherstellung der eingestürzten Mauer am Turm. Geschützt nach §§ 2 (Gebäude) DSchG |    |
|                | Stadtbefestigung                                              | Am Graben (Südseite) (Karte)                      |                 | Mauerzug der Stadtbefestigung Geschützt nach § 2 DSchG |    |
|                | Stadtbefestigung                                              | Badstraße 21 (Nordseite) (Karte)                  |                 | Mauerzug der Stadtbefestigung Geschützt nach § 2 DSchG |    |
|                | Stadtbefestigung                                              | Hauptstraße 41 (Nordende) (Karte)                 |                 | Mauerzug der Stadtbefestigung Geschützt nach § 2 DSchG |    |
|                | Stadtbefestigung                                              | Katharinenstraße 6, 12, 14, 16 (Südseite) (Karte) |                 | Mauerzug der Stadtbefestigung Geschützt nach § 2 DSchG |    |
|                | Stadtbefestigung                                              | Mühlstraße 14 (Nordseite) (Karte)                 |                 | Mauerzug der Stadtbefestigung Geschützt nach § 2 DSchG |    |
|                | Stadtbefestigung                                              | Pfarrgasse (Südende) (Karte)                      |                 | Mauerzug der Stadtbefestigung Geschützt nach § 2 DSchG |    |
|                | Stadtbefestigung                                              | Schulstraße 15                                    |                 | Mauerzug der Stadtbefestigung Geschützt nach § 2 DSchG |    |
|                | Stadtbefestigung                                              | Wilhelmstraße (Südostseite) (Karte)               |                 | Mauerzug der Stadtbefestigung Geschützt nach § 2 DSchG |    |

#### Einzelkulturdenkmäler

##### A
| Bild           | Bezeichnung                                             | Lage                                                        | Datierung                 | Beschreibung | ID |
| -------------- | ------------------------------------------------------- | ----------------------------------------------------------- | ------------------------- | --- | -- |
| Weitere Bilder | Bahnhof, Empfangsgebäude                                | Am Bahnhof 1                                                | 1867/70                   | Massivbau im Pavillontyp mit Walmdächern und Rundbogenfenstern, 1867/70. Geschützt nach §§ 2 (Gebäude) DSchG |    |
|                | Wohnhaus                                                | Am Gänsturm 1 (ehemals Hauptstraße 35)                      | frühes 16. Jahrhundert    | Dreigeschossiges Fachwerkgebäude über massivem Erdgeschoss, Satteldach; Sichtfachwerkbau mit Vorstoß, der Zwischenbau über der Durchfahrt mit Fachwerkstube; frühes 16. Jahrhundert mit Veränderungen des 20. Jahrhunderts (u. a. Dachausbau mit Gauben, Dachkonstruktion und Hoffront 1996/97 erneuert, Ladeneinbau samt Anlage eines passagenartigen Zugangs im Erdgeschoss). Geschützt nach §§ 2 (Gebäude) DSchG |    |
|                | Brunnen, sogenannter Fischbrunnen                       | Am Gänsturm 1 (ehemals bei Hauptstraße 35), bei dem Gebäude | 1777                      | Brunnen aus Muschelkalk mit Kugelbekrönter Brunnensäule und Wasserspeiendem Fisch, der Brunnenkasten rechteckig mit profiliertem oberem Abschluss, rückwärtig sekundäre (Brunnen-)Nische; bezeichnet mit 1777. Geschützt nach §§ 2 (Kleindenkmal) DSchG |    |
| Weitere Bilder | Erd- und Obergeschoss des ehemaligen Gasthofs Zur Sonne | Am Gänsturm 2 (ehemals Hauptstraße 35)                      | 1564                      | Massives Erd- und erstes Obergeschoss mit profilierten Steingewändefenstern mit Anläufen, im Erdgeschoss zudem zwei profilierte Rundbogenfenster und Portal mit geschnitzten Rokokotürblättern, schmiedeeiserner barocker Ausleger; errichtet 1564, nach umfangreichem Umbau 1996/97 nur noch Teile von Erd- und Obergeschoss original erhalten, moderner Dachausbau. Geschützt nach §§ 2 (Bauteil) DSchG           |    |
|                | Scheune                                                 | Am Graben 9                                                 | 16./17. Jahrhundert       | Giebelständige Scheune zweigeschossig, massiv, verputzt, Satteldach; 16./17. Jahrhundert. Geschützt nach §§ 2 (Gebäude) DSchG |    |
| Weitere Bilder | Friedhof mit Mauer                                      | August-Laukhuff-Straße/Schäftersheimer Straße               | Ende des 18. Jahrhunderts | Rundbogiges Doppelportal, vermutlich 16. Jahrhundert. In der Mauer alte Grabsteine. Hohenlohe-Grabmal vom Ende des 18. Jahrhunderts. Geschützt nach § 2 DSchG |    |
| Weitere Bilder | Kriegerdenkmal                                          | August-Laukhuff-Straße/Schäftersheimer Straße               |                           | Kriegerdenkmal. Auf dem Friedhof eine freistehende Wand, mit Sandsteinen verkleidet. Daran sind fünf Namenstafeln aus Metall angebracht. Eine davon für den Ortsteil Queckbronn. |    |
| Weitere Bilder | Kriegsgräberstätte                                      | August-Laukhuff-Straße/Schäftersheimer Straße               |                           | Kriegsgräberstätte. Auf dem Weikersheimer Friedhof ist eine Kriegsgräberstätte angelegt, bestehend aus quadratischen Sandsteinen. |    |

##### B
| Bild | Bezeichnung | Lage                                       | Datierung       | Beschreibung | ID |
| ---- | ----------- | ------------------------------------------ | --------------- | --- | -- |
|      | Wohnhaus    | Badstraße 7                                | 16. Jahrhundert | Zweigeschossiges Gebäude mit massivem Erdgeschoss und vorstoßenden Obergeschossen (vor allem an der Traufseite) mit profilierten Schwellen, verputzt, Satteldach; im Kern wohl noch 16. Jahrhundert mit nachträglichen Veränderungen des späten 19./frühen 20. Jahrhunderts Geschützt nach §§ 2 (Gebäude) DSchG |    |
|      | Wohnhaus    | Bahnhofstraße 3 (ehemals Bahnhofstraße 17) | 1908            | Backsteinbau mit Krüppelwalmdach, Mittelrisalit mit Schweifgiebel, bezeichnet mit 1908 Geschützt nach §§ 2 (Gebäude) DSchG |    |

##### H
| Bild | Bezeichnung                                            | Lage                                                                        | Datierung              | Beschreibung | ID |
| ---- | ------------------------------------------------------ | --------------------------------------------------------------------------- | ---------------------- | --- | -- |
|      | Gasthof Zur Schlossschänke (früher Gasthof Zum Hirsch) | Hauptstraße 2 (ehemals Bahnhofstraße 1)                                     | 1770                   | Zweigeschossiges, massives und verputztes Gebäude mit Walmdach und Mittelzwerchhaus; profilierte Fenstergewände mit Kartuschen; bezeichnet mit 1770 mit nachträglichen Modernisierungen (1964 Umgestaltung Garten, Innenrenovierung, 1975 Fassadensanierung, 1993 Fensteraustausch, Umbauten im Inneren) Geschützt nach §§ 2 (Gebäude) DSchG |    |
|      | Wohnhaus mit Nebengebäuden und Torpfeilern             | Hauptstraße 5                                                               | um 1600                | Das Hauptgebäude dreigeschossig mit massivem Erdgeschoss bzw. massiver Südfassade sowie Fachwerkobergeschossen, verputzt, hohes Satteldach; an der Südfassade renaissancezeitliche Fenstergewände, Dachstuhl mit Verblattungen; um 1600, im 19./20. Jahrhundert überformt; der westlich angrenzende, traufständige ehemalige Saalbau dreigeschossig, massiv bzw. in Fachwerk errichtet, Satteldach mit zwei Hängewerkkonstruktion, um 1800 mit Veränderungen des 19. Jahrhunderts; die angrenzende Scheune, massiv in Bruchstein mit Satteldach, um 1800, der Giebel jünger; die beiden Torpfeiler mit Urnenaufsatz um 1800 Geschützt nach §§ 2 (Sachgesamtheit) DSchG |    |
|      | Wohnhaus                                               | Hauptstraße 7                                                               | 19. Jahrhundert        | Zweigeschossiges Gebäude mit massivem Erdgeschoss und Fachwerkobergeschoss, verputzt, Satteldach; 19. Jahrhundert mit kleineren baulichen Überformungen (Fassade, Fenster u. a.) Geschützt nach §§ Prüffall DSchG |    |
|      | Wohnhaus mit Ladenlokal                                | Hauptstraße 9/Hohenloherstraße 1, 3 (Sachgesamtheit mit Marktplatz 2, 4, 6) | 1577                   | Zweigeschossiges, am abfallenden Gelände errichtetes Gebäude, Keller und Erdgeschoss massiv, verputzt, das ursprünglich verputzte Obergeschoss in konstruktiven Fachwerk errichtet, Krüppelwalmdach mit mittig liegendem Zwerchhaus; Kellerbögen des Vorgängerbaus erhalten, ein Kellerbogen bezeichnet mit 1577, profilierte Fenstergewände mit Keilsteinen, die Ostfassade schlicht, die Westfassade repräsentativ gestaltet mit Barockportal (bezeichnet mit 1784); nach Brand über älterem Keller 1784 neu errichtet, nachträgliche Fachwerkfreilegung, nach Abbruch des angrenzenden Gebäudes zur Hauptstraße (Anfang 20. Jahrhundert) Neugestaltung der Ostfassade sowie Ladeneinbau. Geschützt nach §§ 2 (Gebäude) DSchG                                                              |    |
|      | Gasthof Zum Schlossgarten                              | Hauptstraße 10                                                              | 1605                   | Zweigeschossiges Gebäude mit massivem Keller- und Erdgeschoss, das Obergeschoss in Fachwerk errichtet, mit Ausnahme der südlichen Giebelfront (Ober- und Dachgeschoss) verputzt, Satteldach; traufseitig Kellerbogen und Barockportal (Haupteingang), giebelseitig Erbauungstafel bezeichnet mit 1605, reich profilierte Schwelle; errichtet 1605 mit Veränderungen des 18.–20. Jahrhunderts; rückwärtig zweigeschossiges Nebengebäude, massiv bzw. in Fachwerk errichtet, verputzt, hohes Satteldach; vermutlich zeitgleich mit Hauptgebäude, nachträglich verändert. Geschützt nach §§ 2 (Gebäude) DSchG |    |
|      | Fassade Gasthof Zum Württemberger Hof                  | Hauptstraße 11                                                              | 1908                   | Kulturdenkmal ist die backsteinsichtige Fassade mit als Sockel ausgebildeter Erdgeschosszone und streng axial angelegten Obergeschossen mit gliedernden, von Ziergiebeln bekrönten Risaliten und abschließender Balustrade; die bestehende Brauerei Walter mit Wirtschaftsgebäuden 1908 nach Plänen des Oberamtsbaumeisters Scheunenstuhl umgebaut und aufgestockt bzw. neue Fassade vorgeblendet, 1960/61 Veränderungen an der Fassade u. a. Entfernung der Balustraden- und Ziergiebelaufsätze, 1989 Brand und Zerstörung von großen Teilen des Inneren, Fassadenrenovierung und Neugestaltung des Erdgeschosses, Dachrenovierung. Geschützt nach §§ 2 (Bauteil) DSchG |    |
|      | Ehemalige Alte Münze, heute Wohnhaus                   | Hauptstraße 16                                                              | um 1560                | Zweigeschossiges, über Hanggeschoss errichtetes Fachwerkgebäude, weitgehend verputzt, der Hauptteil mit Rauchdach, Prunkportal mit Sitznischen und Wappenstein Ludwig Casimirs, um 1560, das Gebäude im Kern mittelalterlich; der Anbau mit giebelseitigem rundem Kellerbogen, bezeichnet mit 1585, das zweite Obergeschoss vor allem traufseitig auskragend, reich profilierte Schwelle über Knaggen; 1963 Fassadensanierung, 1983 Umbau/Erneuerung zweites Obergeschoss und Dach, 2006 Erneuerung Fenster und Dachdeckung. Geschützt nach §§ 2 (Gebäude) DSchG |    |
|      | Wohnhaus                                               | Hauptstraße 17                                                              | 1780/90                | Dreigeschossiges Gebäude mit massivem Erdgeschoss und Fachwerkobergeschossen, verputzt, hohes abgewalmtes Mansarddach mit Zwerchgiebel mit klassizistischen profilierten Giebeldreieck; an der Haupt- und an der Rückfassade zwei aufwändig gerahmte Portale, im Erdgeschoss profilierte Fenstergewände mit Keilsteinen; vermutlich älteres Gebäude um 1780/90 neu gestaltet, im 20. Jahrhundert Fassadenvereinfachung und Fensterauswechslung. Geschützt nach §§ 2 (Gebäude) DSchG |    |
|      | Wohn- und Geschäftshaus                                | Hauptstraße 18                                                              | um 1770                | Dreigeschossiges Gebäude, vermutlich massiv errichtet, verputzt, hohes abgewalmtes Mansarddach mit Standgauben; in den Obergeschossen Fenstergewände mit Muscheldekor; um 1770, im 20. Jahrhundert modernisiert, dabei Erdgeschosszone überformt. Geschützt nach §§ 2 (Gebäude) DSchG |    |
|      | Wohnhaus                                               | Hauptstraße 22                                                              | spätes 16. Jahrhundert | Zweigeschossiges Gebäude mit hohem massivem und verputztem Erdgeschoss und Obergeschoss mit (traufseitigem) Zierfachwerk, Satteldach mit Gauben; Eckerker in Fachwerk; spätes 16. Jahrhundert mit nachträglichen Modernisierungen im 20. Jahrhundert im Bereich des Erdgeschosses, 1953 und 1980 Fachwerkfreilegung. Geschützt nach §§ 28 (Gebäude) DSchG |    |
|      | Rosenbrunnen                                           | Hauptstraße 22 (bei dem Gebäude)                                            | um 1770                | Über zwei breiten Kalksteinplatten errichteter Brunnen aus Muschelkalk mit schlichtem, rechteckigem Brunnentrog mit profiliertem Abschluss, der von einer Kugel bekrönte Brunnenstock teilweise farbig gefasst; um 1770. Geschützt nach §§ 28 (Kleindenkmal) DSchG |    |
|      | Gasthof Zur Krone                                      | Hauptstraße 24                                                              | 1732                   | Dreigeschossiges, nach drei Seiten freistehendes, verputztes Gebäude mit Walmdach; schlichte, durch Gurtgesimse gegliederte Fassade mit regelmäßiger Durchfensterung mit geohrten Gewänden, erhöht liegender Haupteingang an der Hauptstraße mit Prunkportal mit Inschrift und doppelläufiger Freitreppe mit schmiedeeisernem Geländer; bezeichnet mit 1732, 1970 Außenrenovierung und Erneuerung der Treppenanlage; rückwärtig verputzte Fachwerkscheune, eingeschossig mit hohem Satteldach, historische Deckung mit (Wappenschnitt-)Biberschwänzen, um 1800. Geschützt nach §§ 28 (Sachgesamtheit) DSchG |    |
|      | Wohn- und Geschäftshaus                                | Hauptstraße 25                                                              | 16./17. Jahrhundert    | Zweigeschossiges Gebäude mit massivem Erdgeschoss und Fachwerkobergeschoss, verputzt, Krüppelwalmdach; symmetrische Fassadengliederung mit gekoppelten und Drillingsfenster mit reich verzierten, farbig gefassten hölzernen Gewänden; Gebäude des 16./17. Jahrhunderts nachträglich barockisiert und 1902 mit neuer historisierender Fassadengestalt versehen, der Laden mehrfach überformt. Geschützt nach §§ 2 (Gebäude) DSchG |    |
|      | Erbauungsstein des ehemaligen Rathauses                | Hauptstraße 26                                                              | 1567                   | Am mehrfach umgebauten ehemaligen Rathaus angebrachter steinerner Erbauungsstein mit siegelähnlichem Wappen mit Krone und Inschrift, bezeichnet mit 1567. Geschützt nach §§ 2 (Bauteil) DSchG |    |
|      | Wohn- und Geschäftshaus                                | Hauptstraße 27                                                              | um 1770                | Zweigeschossiges Gebäude mit massivem Erdgeschoss und Fachwerkobergeschoss, verputzt, Satteldach; als Sockelzone ausgebildetes Erdgeschoss, symmetrische Fassadengliederung mit Gurtgesimsen, profilierte hölzerne Fenstergewände mit Muschelkartuschen; um 1770, Erdgeschosszone durch Ladeneinbau überformt, Dachausbau mit Gaube, der rückwärtige Gebäudeteil stark verändert bzw. weitgehend erneuert (kein Kulturdenkmal). Geschützt nach §§ 2 (Gebäude) DSchG |    |
|      | Massives Erdgeschoss                                   | Hauptstraße 29                                                              | 1864                   | Am Wohnhaus massives Erdgeschoss mit einfachen Sandsteingewänden, im Türsturz Keilstein mit Rose, bezeichnet mit 1864; das Wohnhaus erhaltenswert, zweigeschossig mit vorkragendem Fachwerkobergeschoss, verputzt, Satteldach; schlichte Fassade, im Dachgeschoss gekoppeltes Fenster; 16./17. Jahrhundert, mit Veränderungen des 19. und 20. Jahrhunderts. Geschützt nach §§ 2 (Bauteil) DSchG |    |
|      | Wohnhaus mit Ladenlokal                                | Hauptstraße 31                                                              | 1564                   | Zweigeschossiges Gebäude mit massivem Erdgeschoss und Fachwerkobergeschoss, verputzt, Satteldach; als Sockelzone ausgebildetes Erdgeschoss mit rundbogigem Fenster und Portal, bezeichnet mit 1564, die symmetrische Fassade schlicht, im Dachgeschoss gekoppeltes Fenster; 16. Jahrhundert mit nachträglichen Veränderungen des 19. und 20. Jahrhunderts (Erdgeschosszone, Fenster u. a.). Geschützt nach §§ 2 (Bauteil) DSchG |    |
|      | Wohnhaus                                               | Hauptstraße 33                                                              | 19. Jahrhundert        | Zweigeschossiges Gebäude mit massivem Erdgeschoss und Fachwerkobergeschoss, verputzt, Satteldach; schlichte Putzfassade, profiliertes Traufgesims, bauzeitliche Eingangstüre; 19. Jahrhundert mit nachträglichen Veränderungen (u. a. Dachneueindeckung). Geschützt nach §§ 2 (Gebäude) DSchG |    |
|      | Ehemals Gartentorpfeiler                               | Hauptstraße 53 (bei dem Gebäude)                                            | 18. Jahrhundert        | Gartentorpfeiler aus Sandstein mit bekrönenden Obelisken, 18. Jahrhundert. Geschützt nach §§ 2 (Bauteil) DSchG |    |
|      | Wohnhaus                                               | Hirtenstraße 1                                                              | um 1500                | Dreigeschossiges Gebäude mit massivem Hang- und Erdgeschoss, die Obergeschosse in Fachwerk errichtet, verputzt, im Erdgeschoss renaissancezeitliche Fenstergewände, seitlicher Kellerbogen; die nördliche Erdgeschossumfassungsmauer dient gleichzeitig als Rückmauer des Nachbargebäudes Korngasse 4, diese Mauer datiert in die Zeit um 1500, der ursprünglich nur zweigeschossige Kernbau im 17./18. Jahrhunderts aufgestockt, dabei Dachneigung verändert, Teile des Dachstuhl bzw. der Giebeldreiecke jedoch noch aus der ersten Bauphase, im 19. Jahrhundert Herstellung eines segmentbogigen Portalgewändes anstelle des rundbogigen, seit 2003 Innen- und Außensanierung. Die Dachdeckung mit Wappenschnittbiber-Ziegel ist weitgehend erhalten. Geschützt nach §§ 2 (Gebäude) DSchG |    |
|      | Wohnhaus                                               | Hohenloher Straße 2                                                         | 1811                   | Dreigeschossiges Gebäude mit massivem Erdgeschoss und ehemals verputzten Fachwerkobergeschossen, Krüppelwalmdach; aufwändig gestaltetes Portal mit Oberlicht und Mesusa (Geboteaussparung); im Keilstein bezeichnet mit 1811, 1953 Instandsetzung Fachwerk, 1977 Abbruch des westlichen Nachbargebäudes und Freilegung der Westwand; das an der Mühlstraße liegende Rückgebäude (Kulturdenkmal-Prüffall) dreigeschossig mit massivem Kellergeschoss und Fachwerkobergeschossen, verputzt, Satteldach; runder Kellerbogen, im zweigeschossigen Dach gekoppelte Fenster; im Kern eventuell noch 16. Jahrhundert, mit späteren Veränderungen. Geschützt nach §§ 2 (Gebäude) DSchG |    |
|      | Wohnhaus mit Scheune                                   | Hohenloher Straße 5                                                         | 1838                   | Zweigeschossiges Gebäude mit hohem massivem Keller- bzw. Lagergeschoss und Fachwerkobergeschoss, verputzt, Satteldach; schlichte Fassade mit rundem Kellerbogen, gekoppelten Steingewändefenster, dreiachsigem Erker mit Pultdach über Knaggen, seitliches Schmuckportal (bez. 1838), Giebel mit profilierten Vorstößen; Gebäude des späten 16./frühen 17. Jahrhunderts wohl 1838 in Teilen klassizistisch überarbeitet, im 20. Jahrhundert u. a. Austausch der Fenster und Herstellung des seitlichen Eingangs; die östlich anschließende Scheune zweigeschossig mit massivem, verputztem Erdgeschoss und Fachwerkobergeschoss mit Zierfachwerkgiebel; um 1600 mit nachträglichen Veränderungen (u. a. Erdgeschoss, Fachwerk, Fenster). Geschützt nach §§ 2 (Sachgesamtheit) DSchG          |    |
|      | Türrahmung                                             | Hohenloher Straße 12                                                        | 1776                   | Das Kulturdenkmal, die profilierte hölzerne und farbig gefasste Türrahmung am Wohnhaus, im Keilstein bezeichnet mit 1776; das erhaltenswerte Wohnhaus zweigeschossig, vermutlich in Fachwerk errichtet, verputzt, Satteldach; schlichte Fassade mit profilierten hölzernen Fenstergewänden, im Obergeschoss gekoppeltes Fenster, zweiflügelige Rahmenfüllungstüre; eventuell älteres Gebäude 1776 barockisiert und im 20. Jahrhundert teilweise überformt (Putz, Fenster, Flügeltüre). Geschützt nach §§ 2 (Bauteil) DSchG |    |
|      | Wohnhaus, ehemals Wohnhaus des Amtskellerers           | Hohenloher Straße 13                                                        | 1580                   | Dreigeschossiges Gebäude mit hohem massivem Keller- bzw. Erdgeschoss und Fachwerkobergeschossen mit Vorstoß, verputzt, Satteldach; leicht erhöht liegender Eingang mit Sandsteinstufen, schlichte Fassade mit abgefastem Rundbogenportal und rundem Kellerbogen mit Wappen des Kellerers Gangolf Hesolt, bezeichnet mit 1580; im Inneren bauzeitliche Bohlen-Balken-Decke; Gebäude von 1580, Dach wohl im 18. Jh. aufgestockt, 1994 Restaurierung Bohlen-Balken-Decke, Abbruch Nebengebäude, 2004 Sanierung/Restaurierung Haustüre und Wappen, Innenausbau. Geschützt nach §§ 2 (Gebäude) DSchG |    |

##### K
| Bild | Bezeichnung           | Lage                  | Datierung            | Beschreibung | ID |
| ---- | --------------------- | --------------------- | -------------------- | --- | -- |
|      | Jagdschloss Karlsberg | Karlsberg 1, 2, 4, 5  | 1726–1743            | Jagdschloss Karlsberg, auch Jagdschloss Carlsberg, Jagd- und Lustschlossanlage mit Einfriedung, Alleen, Skulpturen und Pavillonbauten, geschaffen für Graf Carl Ludwig von Hohenlohe Gleichen von Baumeister Johann Christian Lüttich, dazu gehörig: u. a. Gelbes Haus (Nr. 5), Küchenpavillon (Nr. 2) mit Scheune (Nr. 3) (kein KD mehr Br./09) Fräuleinpavillon (Nr. 1), Kellereibau der Meierei (Nr. 4) Kelterhaus (Nr. 6) und Eiskeller, 1726-1743 (Sachgesamtheit). |    |
|      | Wohnhaus              | Karl-Ludwig-Straße 4  | 1802                 | Zweigeschossiges Gebäude mit massivem Erdgeschoss und Fachwerkobergeschoss, verputzt, Satteldach; im Erdgeschoss reiche Portalrahmung mit Türkeilstein mit Zunftzeichen, bezeichnet mit 1802, die Fensterrahmungen mit spätbarocken Fensterschürzen und Keilsteinen; errichtet 1802 mit späteren Veränderungen v. a. im 20. Jahrhundert (Fenster- und Türauswechslung, Änderung der Fensterachsen, spätere Herstellung einer zweiten Eingangstüre). Geschützt nach §§ 2 (Gebäude) DSchG |    |
|      | Apotheke              | Karl-Ludwig-Straße 12 | 1803                 | Zweigeschossiges, massives und verputztes Gebäude mit Mansard-Halbwalmdach mit hohen Standgauben; symmetrisch gestaltete Fassade mit einfachem Gurtgesims und Ecklisenen in Naturstein, mittig liegendes, empirezeitlich gestaltetes Hauptportal mit geschnitztem Türblatt, bezeichnet mit 1803; am nördlich angrenzendem Hofraum von Kugeln gekrönte, bauzeitliche Hoftorpfeiler; errichtet 1803, Ende des 20. Jahrhunderts Sanierung und Neugestaltung der Apotheke. Der repräsentative Barockbau setzt als Kernbau innerhalb des Stadterweiterungsgebietes des frühen 19. Jahrhunderts einen besonderen städtebaulichen Akzent. Als städtische Apotheke des Spätbarocks kommt dem Gebäude exemplarischer, für die wirtschaftliche Struktur der Stadt dokumentarischer Wert zu. Geschützt nach §§ 2 (Gebäude) DSchG |    |
|      | Portal                | Karl-Ludwig-Straße 14 | um 1800              | Das Kulturdenkmal, das klassizistisches Portal mit getäfeltem Türblatt, um 1800; das erhaltenswerte zweigeschossige Wohnhaus, massiv errichtet, verputzt, Walmdach; schlichte symmetrisch gestaltete Fassade mit farblich abgesetztem Sockel, Gebäudeecken, Traufgesims sowie Portal- und Fenstergewänden; um 1800 mit nachträglichen Veränderungen im 20. Jahrhundert (u. a. Fensterauswechslung). Geschützt nach §§ 2 (Bauteil) DSchG |    |
|      | Erbauungstafel        | Katharinenstraße 3    | 1831                 | Kulturdenkmal die Erbauungstafel aus Sandstein mit Kronen tragenden Löwen, bezeichnet mit 1831; das erhaltenswerte Wohnhaus, massiv über einem Hanggeschoss (Keller/Stall) errichtet, verputzt, Satteldach; traufseitige Erschließung zur Katharinenstraße, an der Rosenstraße Zugang zum Keller, schlichte Fassade mit Stockwerksgesimsen, einfachen sandsteinernen Gewänden und Gesimsen, Fensterläden; errichtet 1831, innen und außen weitgehend in bauzeitlichem Zustand erhalten. Geschützt nach §§ 2 (Bauteil) DSchG |    |
|      | Wohnhaus              | Katharinenstraße 14   | Ende 16. Jahrhundert | Zweigeschossiges Gebäude mit massivem Erdgeschoss und Fachwerkobergeschoss, verputzt, Satteldach; leicht erhöht liegendes Erdgeschoss mit Sandsteinstufen, profiliertes Rundbogenportal; Ende 16. Jahrhundert mit nachträglichen Veränderungen. Geschützt nach §§ 2 (Gebäude) DSchG |    |
|      | Wohnhaus              | Kirchstraße 8         | um 1700              | Zweigeschossiges Gebäude mit massivem Erdgeschoss und Fachwerkobergeschoss, giebelseitig nur im Erdgeschoss verputzt, Satteldach; im Giebeldreieck Fachwerk aus der Zeit um 1700, das restliche Fachwerk jünger bzw. erneuert, hölzerne Fenstergewände mit profilierten Gesimsen; um 1700 mit nachträglichen Veränderungen (u. a. 1957 Fachwerkfreilegung, Fensterauswechslung, Dachneueindeckung). Geschützt nach §§ 2 (Gebäude) DSchG |    |
|      | Wohnhaus              | Kirchstraße 16        | um 1770              | Zweigeschossiges Gebäude mit massivem Sockel und Erdgeschoss, das Obergeschoss in Fachwerk errichtet, verputzt, Satteldach; runder, giebelseitiger Kellerbogen, erhöht liegender traufseitiger Eingang mit Sandsteinstufen und Prunkportal mit aufwändig geschnitztem Rokokotürblatt, um 1770, profilierte Stockwerkgesimse, muschelverzierte Fensterrahmen; errichtet um 1770, 1969 Fassadensanierung. Geschützt nach §§ 2 (Gebäude) DSchG |    |
|      | Wohnhaus              | Kronenstraße 4        | 1584                 | Dreigeschossiger Fachwerkbau über massivem Hanggeschoss (Keller) mit Freitreppe und abgefastem Rundbogenportal, bezeichnet mit 1584, konstruktives Fachwerk, einfache hölzerne Fenstergewände und Fensterläden, traufseitig bauzeitlicher Abort; errichtet um 1584, um 1800 größere Umbaumaßnahmen, 1977 Freilegung des Fachwerks und des Natursteinsockels, in jüngster Zeit renoviert. Geschützt nach §§ 2 (Gebäude) DSchG |    |
|      | Wohnhaus              | Kronenstraße 12       | 1545                 | Dreigeschossiges Gebäude mit massivem Erdgeschoss und Fachwerkobergeschossen, verputzt, Satteldach; leicht erhöht liegendes Erdgeschoss mit abgefastem Rundbogenportal (bezeichnet mit 1545) mit Treppenstufen, unregelmäßig angeordnete Fensterachsen, im Giebeldreieck Löwenkopf; errichtet 1545 mit nachträglichen Veränderungen bis ins 20. Jahrhundert (u. a. Fassade, Fenster, Dachausbau mit Umbau der alten Aufzugsluke, Änderung der Fensterachsen). Geschützt nach §§ 2 (Gebäude) DSchG |    |

##### M
| Bild           | Bezeichnung                                                                       | Lage                        | Datierung                 | Beschreibung | ID |
| -------------- | --------------------------------------------------------------------------------- | --------------------------- | ------------------------- | --- | -- |
|                | Marktbrunnen                                                                      | Marktplatz                  | 1767                      | Brunnen mit achteckigem Brunnentrog aus Muschelkalk, profilierter Abschluss und Kassetten, zum Teil mit Diamantierung; die Brunnensäule aus Sandstein, mit Wappen verziert und von Putten bekrönt; bezeichnet mit 1767, 2002 Brunnensanierung. Geschützt nach §§ §§2/12/28 (Kleindenkmal) DSchG |    |
| Weitere Bilder | Evangelische Stadtkirche                                                          | Marktplatz 1 (Flstnr. 10/1) | 1419                      | Dreischiffige, fünfjochige Hallenkirche (1419–1440) mit Resten des romanischen Vorgängerbaus, um 1600 Errichtung des achteckigen Westturmes (heutiger Zustand, 18. Jahrhundert), Herstellung von Emporen (für Bürgerschaft und Hofstatt) und der Kreisfenster in der Westfassade, der gotische Chor 1615/16 durch neuen, von Türmen flankierten Chor ersetzt; 1714 Instandsetzung der Kirche samt Turmhelme (barocke Hauben), 1934/37 Kirchenrenovierung, 1972 Innenrenovierung und Erneuerung Chordach, 1987 Außensanierung, 2001 Erneuerung Treppe zum Marktplatz; 2002 Instandsetzung der östlichen Türme. Die in allen Entwicklungsphasen auf das Engste mit der Bau- und Herrschaftsgeschichte des Stadtherrn verbundene Kirche ist als Grablege von hohem Zeugniswert. An der Schnittstelle zwischen dem herrschaftlichen und bürgerlichen Weikersheim gelegen und wichtigstes städtebauliches Pendant zum gräflichen Schloss ist sie zudem von hohem dokumentarischen Wert für die Stadtstruktur und -gestalt sowie wichtige vertikale Dominante in der Silhouette der Stadt. Geschützt nach §§ 28 (Gebäude) DSchG |    |
|                | Wohn- und Geschäftshaus - Sachgesamtheit mit Hauptstraße 9/Hohenloher Straße 1, 3 | Marktplatz 2, 4 & 6         | 1784                      | Zweigeschossiges Gebäude, Erdgeschoss massiv, das Obergeschoss in Fachwerk errichtet, verputzt, Mansarddach mit enger Standgaubenreihe; eingemauerter Wappenstein 16. Jahrhundert, mittig liegendes Prunkportal, profilierte Fenstergewände mit Keilsteinen, seitliches Hofportal mit Kugel bekrönten Torpfosten; nach Brand 1784 neu errichtet mit späteren Veränderungen v. a. im Erdgeschoss, 1989 Außenrenovierung Geschützt nach §§ 2 (Gebäude) DSchG |    |
|                | Ehemaliger Kavaliersbau, später Dekanat, heute Rathaus                            | Marktplatz 7                | 1711                      | Zweigeschossiges, massives und verputztes Gebäude mit abgewalmtem Mansarddach mit dichter Standgaubenreihe; breit gelagerter, neunachsiger Baukörper mit Prunkportal mit rundbogigem Giebel, Inschrift und Wappen; 1711 als „Dreiparteienwohnhaus“ von Jakob Börel gebaut, 1968/69 Innerer Umbau im Erdgeschoss, 1976 Umnutzung zu Rathaus, 2001–2003 umfassende Restaurierung, Ersatz des rückwärtigen Treppenhauses. Geschützt nach §§ 28 (Gebäude) DSchG |    |
|                | Ehemaliger Fruchtkasten und Keller, heute Tauberländer Dorfmuseum                 | Marktplatz 8                | 1582                      | Zweigeschossiges Gebäude mit massivem Keller und Lagergeschoss, Obergeschoss und rückwärtiger Giebel in Fachwerk errichtet, spätmittelalterliches Fachwerk mit breiten Gefachen, hohes Speicherdach mit Aufzugsgauben, an der Nordseite runder Kellerbogen, bezeichnet mit 1582, die massive Front gegen den Marktplatz mit Schmuckportal mit Sprenggiebel von 1712; 1967 Außeninstandsetzung und Fachwerkfreilegung, 1973/75 Instandsetzung als Museum, 1998 Sanierung Eingangsportal zum Marktplatz, 2004/05 Erneuerung Rundbogentor zur Hohenloher-Straße. Geschützt nach §§ 28 (Gebäude) DSchG |    |
|                | Hotel und Restaurant Deutschherren Stuben                                         | Marktplatz 9                | 1. Hälfte 18. Jahrhundert | Zweigeschossiges massives Gebäude mit Walmdach; Putzfassade mit farblich abgesetzter Eckquaderung, Gewänden und profiliertem Traufgesims; 1. Hälfte 18. Jahrhundert, 1965 und 1971 Außenrenovierung, 1978 Errichtung des rückwärtigen Erweiterungsbaus. Geschützt nach §§ 2 (Gebäude) DSchG |    |
|                | Gasthof Grüner Hof                                                                | Marktplatz 10               | 1804                      | Zweigeschossiges Gebäude mit massivem Erdgeschoss und Fachwerkobergeschoss, verputzt, Mansard-Halbwalmdach mit dichter Standgaubenreihe; Dachdeckung mit Biberschwanzziegel und Schiefer, symmetrische Fassadengliederung, das mittig liegende Schmuckportal mit Keilstein, bezeichnet mit 1804; errichtet 1804 mit modernen Überformungen (Fensterauswechslung u. a.). Geschützt nach §§ 2 (Gebäude) DSchG |    |
| Weitere Bilder | Gasthof Bastion                                                                   | Mühlstraße 14               | 16. und 18. Jahrhundert   | Zweigeschossiges Gebäude mit massivem, verputztem Erdgeschoss und Fachwerkobergeschoss, Satteldach; im Erdgeschoss Schartenöffnungen und Teile der Stadtmauer verlaufend, konstruktives, in Teilen nachträglich stark verändertes Fachwerk, an der Rückfassade zweiachsiger Standerker; im Kern wohl 16. und 18. Jahrhundert, 1979 komplette Instandsetzung und Herstellung des Erkers und des seitlichen, giebelständigen Anbaus. Geschützt nach §§ 2 (Gebäude) DSchG |    |

##### P
| Bild | Bezeichnung | Lage         | Datierung | Beschreibung | ID |
| ---- | ----------- | ------------ | --------- | --- | -- |
|      | Wohnhaus    | Pfarrgasse 2 | 1549      | Zweigeschossiges Gebäude mit massivem und verputztem Erdgeschoss und Fachwerkobergeschoss bzw. Fachwerkgiebel, hohes Satteldach; südseitig über der Stadtmauer errichtet, giebelseitig runder Kellerbogen, bezeichnet mit 1549 und Kellervorbau; 1962 Außensanierung und später nochmals modernisiert (u. a. Dachneueindeckung, Dachausbau mit Gaube, teilweise Veränderung des Fachwerks, Fensterauswechslung). Geschützt nach §§ 2 (Gebäude) DSchG |    |

##### R
| Bild | Bezeichnung                           | Lage           | Datierung | Beschreibung | ID |
| ---- | ------------------------------------- | -------------- | --------- | --- | -- |
|      | Wohnhaus                              | Rosenstraße 2  | 1533      | Eingeschossiges Fachwerkgebäude über hohem Kellersockel mit zwei großen Kellern, verputzt, Satteldach; runder, giebelseitiger Kellerbogen und hölzerne Fenstergewände des 19. Jahrhunderts, das Wohngeschoss über einläufige Außentreppe erschlossen; der Dachstuhl von 1533 (d), Gebäude im 19. und 20. modernisiert (u. a. Dachausbau, neue Dachdeckung, Fensterauswechslung); die erhaltenswerte Scheune zweizonig, massiv bzw. in Fachwerk errichtet, Wappenschnitt-Biberschwanzziegel erhalten; ältere Scheune im 20. Jahrhundert modernisiert. Geschützt nach §§ 2 (Gebäude) DSchG                                                                                     |    |
|      | Wohnhaus                              | Rosenstraße 7  | 1538      | Zweigeschossiger, gestelzter Fachwerkbau über massivem Untergeschoss, Satteldach; erhöht liegender Zugang mit zweiflügeliger Eingangstüre (19. Jahrhundert) und einläufiger Freitreppe aus Sandstein, darunter Kleintierstall; giebelseitig eingeschossiges Fachwerknebengebäude mit massivem Untergeschoss vorgelagert; am Eckpfosten bezeichnet mit „1538 HB“, an einem steinernen Türpfosten im Keller bezeichnet mit 1539+; Gebäude des 16. Jahrhunderts wohl im 18. Jahrhundert verbreitert bzw. um den eingeschossigen, giebelständigen Anbau erweitert, im 20. Jahrhundert u. a. Auswechslung der Fenster und Fachwerkfreilegung. Geschützt nach §§ 2 (Gebäude) DSchG |    |
|      | Wirtshausschild am ehemaligen Gasthof | Rosenstraße 9  | 1863      | Über der Eingangstüre eingemauertes Wirtshausschild mit spätklassizistischem Dekor, bezeichnet mit 1863; das erhaltenswerte Wohnhaus zweigeschossig, verputzt, Satteldach; weitgehend 20. Jahrhundert. Geschützt nach §§ 2 (Bauteil) DSchG |    |
|      | Wohnhaus                              | Rosenstraße 17 | Um 1770   | Dreigeschossiges Gebäude mit massivem Sockel und Erdgeschoss, die darüberliegenden Geschosse in Fachwerk errichtet, verputzt, Satteldach mit Mittelzwerchhaus; erhöht liegender Hauseingang mit einläufiger Freitreppe, zweiflügelige Türe mit aufwändig geschnitztem Rokokotürblatt, geohrte Fenstergewände mit Keilsteinen; um 1770, nachträgliche Herstellung des eingeschossigen, als Terrasse genutzten Zubaus. Geschützt nach §§ 2 (Gebäude) DSchG |    |

##### S
| Bild           | Bezeichnung | Lage                         | Datierung           | Beschreibung | ID |
| -------------- | --- | ---------------------------- | ------------------- | --- | -- |
|                | Ehemaliges Armenhaus oder Siechenhaus                                                                                    | Schäftersheimer Straße 2 & 4 | 16./17. Jahrhundert | An der Friedhofsmauer angelehnter Putzbau mit Freitreppen und rundem Kellerbogen aus dem 16./17. Jahrhundert. Geschützt nach §§ §§2/12/28 (Gebäude) DSchG |    |
|                | Ehemaliges Rentamt und Wachhaus mit Arkadenbauten, heute u. a. staatliche Schlossverwaltung und Akademie für Kammermusik | Schloss 1 und 2              | 1729                | Eine aus zwei viertelkreisförmigen Arkadenbauten und zwei kubischen Kopfbauten bestehende, symmetrische Anlage; die Kopfbauten jeweils zweigeschossig über einem niederen Sockelgeschoss massiv errichtet, mit Walmdach; die Putzfassaden jeweils mit farblich abgesetzten Ecklisenen, Gewänden und Traufgesims, an der Ostfassade jeweils der leicht erhöht liegende Haupteingang; gesamte Anlage 1729 unter Architekt Johann Christian Lüttich errichtet, 1995 Instandsetzung des südlichen, 1998 Instandsetzung des nördlichen Arkadenbaus. Neben ihrer baukünstlerischen Bedeutung ist die einen Vorhof zum Schlossareal ausbildende Anlage von herausragender städtebaulicher Bedeutung. Als räumliches Pendant zur Stadtkirche und verbindendes Moment zwischen dem Schloss und der Bürgerstadt hat die Anlage damit hohen Zeugniswert für die Stadtentwicklung des frühen 18. Jahrhunderts sowie für den Städtebau des Barock in Süddeutschland. Geschützt nach §§ 28 (Gebäude) DSchG |    |
| Weitere Bilder | Marstall (Teil der östlichen Vorburg)                                                                                    | Schloss Nr. 3                | 1684                | Knapp 100 Meter lange, aus einem Nord- und einen Südflügel bestehende bauliche Anlage, beide Trakte einst durch die bestehenden Eckbastionen begrenzt; nach dem Stadtbrand von 1662 umfassende Veränderungen an beiden Flügeln und Herstellung des heutigen Zugangs bis um 1684, hierfür: Ausbau des Schalenturmes zu Torwärterwohnhaus und Bekrönung mit Welscher Haube (1680), Herstellung einer Tordurchfahrt mit zwei Toren (1684) und einer Brücke über den Wassergraben (1831 trockengelegt); 1705 Verlängerung des Nordflügels in nördlicher Richtung, 1722 Erbauung der steinernen Brücke, in den Nordflügel 1951 Einbau von Wohnungen, in den Südflügel 1952 Einbau eines Kinos und 1961 einer Weinkellerei, 2005 Einrichtung eines Weinprobierkellers. Der im Kern spätmittelalterliche Marstall ist mit seinen prägenden Umbauten des späten 17. Jahrhunderts und als wesentlicher Bestandteil des östlichen Schlossprospekts von hohem Zeugniswert für die Bau- und Entwicklungsgeschichte von Schloss und Stadt. Geschützt nach §§ 28 (Sachgesamtheit) DSchG                                                                           |    |
| Weitere Bilder | Schloss Weikersheim | Schloss Nr. 4 und 5          | 16./17. Jahrhundert | Zur Sachgesamtheit Schloss gehören der mittelalterliche Bergfried, der Renaissancebau mit Torbauten, Marstall, Remisen, Gewehr- und Gärtnerhaus, der Schlosspark mit Orangerie, Mauereinfassungen und Eckpavillons von 1708 bis 1723; mehrgeschossiger, über einem dreieckigen Grundriss sich entwickelnder und aus einzelnen Trakten bestehender Schlossbau, massiv, teilweise verputzt mit hohen Satteldächern; im Kern auf eine mittelalterliche Wasserburg zurückgehend, davon nur noch wenige bauliche Reste und Teile des Bergfrieds erhalten, 1595-98 Bau des Traktes mit Rittersaal und Schlosskapelle, 1708-12 Ausbau und Ausstattung des sogenannten Langenburger-Baus, ab 1756 Schloss unbewohnt und ab 1967 mitsamt Park in Landeseigentum. Dem Schloss als Keimzelle der Stadt und baulicher Ausdruck der Bedeutung des Grafenhauses kommt in seiner Gesamtheit elementarer Zeugniswert für die Stadtgeschichte zu, neben seiner Bedeutung für die Schlossbaukunst des 16./17. Jahrhunderts in Süddeutschland. Geschützt nach §§ 28 (Sachgesamtheit) DSchG                                                                             |    |
|                | Gewehrhaus und Gärtnerhaus                                                                                               | Schloss Nr. 6 und Nr. 7      | 1709                | Zur Sachgesamtheit Schloss gehörend; Nr. 6, das ehemalige sogenannte Gewehrhaus, Nr. 7, das ehemalige Gärtnerhaus; zweigeschossige, massive Gebäude mit Walmdach; symmetrisch gegliederte Putzfassaden mit farblich akzentuierten Gewänden, Gurt- und Traufgesimsen sowie Eckquaderungen, die Zugänge jeweils an der Südfassade; errichtet 1709, Nr. 6: 2001-05 Sanierung und Umbau, Nr. 7: 1988/1990-92 Sanierung und Umbau zur musikalischen Bildungsstätte. Die über dem südlichen Schlossgraben sitzenden Barockgebäude ergänzen in ihrer Funktion als Eckpavillons die südliche Schlossansicht, während sie gleichzeitig den Lustgarten von Süden betrachtet einrahmen. Geschützt nach §§ 28 (Sachgesamtheit) DSchG |    |
|                | Eckpavillons | Schloss Nr. 8 und Nr. 9      | ab 1715             | Zur Sachgesamtheit Schloss gehörend; Nr. 8, sogenanntes Vogelhaus, Nr. 9, sogenannter Grottenpavillon (Teepavillon mit Grotte); jeweils zweigeschossig, über einem quadratischen Grundriss errichteter Massivbau, verputzt mit sandsteinernen Gliederungselementen und flachem Glockendach; geohrte, farblich gefasste Gewände, im Untergeschoss Okular mit Keilsteinen, Zugang ins Hauptgeschoss über südlich zur Schlossgartenmauer verlaufende Außentreppe; ab 1715 erbaut; 2007/2008 Grundinstandsetzung und Wiederherstellung der Grotte. Geschützt nach §§ 28 (Sachgesamtheit) DSchG |    |
| Weitere Bilder | Orangerie | Schloss Nr. 10 und Nr. 11    | 1719/23             | Zwei eingeschossige Gebäudeteile mit konkaven Schmalseiten bestehende Gebäudeteile, massiv, verputzt, mit einer Gliederung aus gelblichem Sandstein; geöffnet in Rundbögen zwischen Blendpilastern, denen im Bereich der konkaven Exedra Säulen vorgesetzt sind; auf den Vorsprüngen und in den Rundbogennischen antike Götterskulpturen; errichtet 1719/23 als südlicher Abschluss des Schlossgartens durch Johann Christian Lüttich, noch im 18. Jahrhundert Herstellung eines festen Daches und Veränderung der Öffnungen, nach 1805 baulicher Verfall, 1952, 1978, 1980er Jahre und 1995/97 schrittweise Restaurierung bzw. 1995/97 Herstellung einer Metall-Glasfassade an der Südseite. Geschützt nach §§ 28 (Sachgesamtheit) DSchG |    |
|                | Schlosspark mit Lustgarten, Stadtgarten, Obstgarten, Rosengarten, Hl. Wöhr und Nachtigall                                | Schlosspark                  |                     | Der repräsentative Lustgarten zwischen 1708 und 1730 unter Graf Carl-Ludwig v. Hohenlohe-Weikersheim angelegt, 1990-97 Rekonstruktion des Zustandes von 1750; der Stadtgarten im 18. Jahrhundert als Boskett- und Küchengarten genutzt, heute öffentliche Grünfläche; der Obstgarten (westlich des Lustgartens) ab dem 16. Jahrhundert als Obstplantage genutzt, 1980 Neubepflanzung mit alten Obstsorten; der Rosengarten (äußerer Schlosshof) 1863 angelegt, 1973 Herstellung der heutigen Gestaltung; ebenfalls Teil des historischen Gartens sind die erhaltenswerten Grünflächen Hl. Wöhr (im 18. Jahrhundert, Boskett-, später Obstgarten, nördlich der Mühlstraße) und die sogenannte Nachtigall (Baum bestandener Wall entlang der Tauber). Die größenmäßig gut die Hälfte der Gesamtanlage einnehmende und harmonisch in die Landschaft integrierte Gartenanlage ist mit ihren einzelnen baulichen Bestandteilen und ihrem Figurenschmuck sowie als Ergänzung der Schlossanlage von hohem exemplarischem Wert. Neben ihrer Bedeutung als wichtiges Dokument der Gartenbaukunst in Deutschland. Geschützt nach §§ 28 (Sachgesamtheit) DSchG |    |
|                | Ehemaliges Spital, heute u. a. Städtische Bücherei                                                                       | Schulstraße 7                | 1745                | Zweigeschossiger Massivbau über hohem Hanggeschoss mit Walmdach und Zwerchhaus; schlichte Putzfassade mit mittig liegendem barockem Prunkportal mit Sprenggiebel (bezeichnet mit 1745) und Uhr am turmartigen Zwerchhaus, Fenster- und Türgewände sowie die Ecklisenen farblich akzentuiert, an der Westseite Kellerbogen; errichtet 1745, 1969 Außenerneuerung, 1983 Einbau einer Arztpraxis, Erweiterung der Bücherei. Geschützt nach §§ 2 (Gebäude) DSchG |    |
|                | Stadtmauer | Schulstraße 7 (hinter)       |                     | Stadtmauer Geschützt nach §§ 2 (Sachgesamtheit) DSchG |    |
|                | Ehemalige Hofmauer | Schulstraße 21 (bei)         | 18. Jahrhundert     | Ummauerung aus Muschelkalk mit vier Torpfeilern, ein Paar mit Kugeln, ein Paar mit Pylonen bekrönt; 18. Jahrhundert, 2004 Sanierung der Mauer und der Torpfeiler. Geschützt nach §§ 2 (Bauteil) DSchG |    |
| Weitere Bilder | Jüdischer Friedhof Weikersheim                                                                                           | Stadelhof (Gewann)           | 1729/30             | Grabanlage seit 1729/30 an der (alten) Straße nach Honsbronn im Gewann Stadelhof. Geschützt nach §§ §2 DSchG |    |

##### T
| Bild           | Bezeichnung                 | Lage                     | Datierung | Beschreibung                                                                      | ID |
| -------------- | --------------------------- | ------------------------ | --------- | --------------------------------------------------------------------------------- | -- |
| Weitere Bilder | Eisenbahnbrücke Weikersheim | Tauber / Taubertalradweg | 1869      | Teil der Sachgesamtheit Württembergische Taubertalbahn.                           |    |
|                | Ehemalige Taubermühle       | Taubermühlenweg 1        |           | Ehemalige Taubermühle; Fachwerkscheuer, heute Wohnhaus Geschützt nach §§ §2 DSchG |    |

##### W
| Bild           | Bezeichnung                       | Lage                               | Datierung       | Beschreibung | ID |
| -------------- | --------------------------------- | ---------------------------------- | --------------- | --- | -- |
| Weitere Bilder | Ehemalige Synagoge mit Stadtmauer | Wilhelmstraße 16 (Karte)           | 1824/25         | In Muschelkalk errichteter Massivbau mit Satteldach; die großen Fenster zum ehemaligen Betraum mit halbrunden Oberlichtern, im Inneren u. a. originale Deckenmalerei mit Sternenhimmel erhalten; südöstliche Giebelwand auf der Stadtmauer aufgesetzt; errichtet 1824/25 anstelle der älteren Synagoge, 1928 und 1938 demoliert, zurzeit als Schreinerei genutzt und durch sekundäre Einbauten verändert; die giebelseitig anschließende ehemalige Judenschule/Rabbinerhaus erhaltenswert, zweigeschossig, vermutlich in Fachwerk über massivem Hanggeschoss (Stall und Keller) errichtet, verputzt, Satteldach; erhöht liegender Eingang ins Wohngeschoss mit einläufiger Freitreppe; 1824/25 zeitgleich mit der Synagoge errichtet, nach 1938 als Wohnhaus genutzt. Die ehemalige Synagoge bildet eine Sachgesamtheit mit der Stadtbefestigung. Mit ihrer gut erhaltenen Innenausstattung und ihrer Sondernutzung kommt der ehemaligen Synagoge hoher exemplarischer Wert zu, neben ihrer Bedeutung als Dokument der ehemaligen jüdischen Gemeinde Weikersheim. Geschützt nach §§ § 2 (Sachgesamtheit) DSchG |    |
|                | Weinbauernhaus mit Scheune        | Wilhelmstraße 18/20, 20/1          | um 1600         | Zweigeschossig bzw. dreigeschossiges Gebäude mit massivem Hang- und erstem Obergeschoss, das zweite Obergeschoss und der hohe Giebel in Fachwerk errichtet, verputzt, Satteldach mit Wappenschnitt-Biberschwanzziegel; traufseitiger Zugang ins Wohngeschoss mit Außentreppe, im Erdgeschoss gekoppelte bauzeitliche Steingewändefenster, Fenstergewände zum Teil mit Keilsteinen, giebelseitig runder Kellerbogen; um 1600, das heutige Haus Nr. 18 nachträglich aufgestockt; die rückwärtige, an der Stadtmauer liegende Scheune, bezeichnet mit 1854, zweigeschossig aus Naturstein errichtet, hohe Einfahrt, historische Dachdeckung zum Teil noch erhalten. Geschützt nach §§ 2 (Sachgesamtheit) DSchG |    |
|                | Pumpe mit Trog                    | Wilhelmstraße 26 (bei dem Gebäude) | 19. Jahrhundert | Gusseiserne Pumpe mit einfachem Trog aus Muschelkalk, 19. Jahrhundert. Geschützt nach §§ 2 (Kleindenkmal) DSchG |    |
| Weitere Bilder | Wartturm                          | Winterberg                         |                 | Mittelalterlicher Wartturm Geschützt nach §§ §12 DSchG |    |

### Elpersheim
Bau-, Kunst- und Kulturdenkmale in Elpersheim mit dem Dorf Elpersheim (⊙) und dem Wohnplatz Kreuzstraße (auch Gewerbegebiet Tauberhöhe) (⊙):
| Bild           | Bezeichnung        | Lage                    | Datierung    | Beschreibung | ID                       |
| -------------- | ------------------ | ----------------------- | ------------ | --- | ------------------------ |
| Weitere Bilder | Pfarrkirche        | Am Rathaus 3 (Karte)    | 12. Jh./1588 | Evangelische Pfarrkirche in Elpersheim mit romanischen Teilen, 1588 gotisiert. Neugotisches Seitenportal 1881 bez. Geschützt nach § 12 DSchG | Wikidata-Objekt anzeigen |
|                |                    | Am Rathaus 4 (Karte)    | 1828         | Geschützt nach § 2 DSchG |                          |
| Weitere Bilder | Schul- und Rathaus | Am Rathaus 5            | 1564, 1828   | Schul- und Rathaus. Putzbau von 1828. Keller mit rundbogigem Eingang, 1564 bez. Geschützt nach § 2 DSchG |                          |
|                | Gebäude            | Deutschordenstraße 34   |              | ehem. Gasthof Zum Hirsch Geschützt nach § 2 DSchG |                          |
|                |                    | Mühlgasse 4             |              | Geschützt nach § 2 DSchG |                          |
|                | Untere Mühle       | Untere Mühle 14 (Karte) | 20. Jh.      | Ehem. Untere Mühle: Mühlengebäude, zweiflügeliger, zweigeschossiger verputzter Massivbau, an der Ostseite Fachwerkgiebel und Obergeschoßerker, südliches Supraportenrelief mit Mühlrad, 1924 bez., bauzeitliche Mühlentechnik erhalten; zeitgleiche parallel stehende Stallscheune in Mischbauweise und querständige massive Scheune, 1907 bez. (Sachgesamtheit) (Br/07). Geschützt nach § 2 DSchG |                          |
|                | Friedhofsmauer     | Wallgraben (Karte)      | 17./19. Jh.  | Friedhofsmauer mit alten Grabsteinen des 17./19. Jahrhunderts. Geschützt nach § 2 DSchG |                          |
|                | Kriegerdenkmal     |                         |              | Kriegerdenkmal Erster und Zweiter Weltkrieg. |                          |

### Haagen
Bau-, Kunst- und Kulturdenkmale in Haagen mit dem Dorf Haagen (⊙):

| Bild | Bezeichnung    | Lage              | Datierung | Beschreibung | ID |
| ---- | -------------- | ----------------- | --------- | --- | -- |
|      | Scheune        | Haagen 11 (Karte) |           | Ortsprägende Massivscheuer mit Sichtfachwerkgiebel und zwei großen Rundbogenfenstern, verm. 19. Jh. Geschützt nach § 2 DSchG |    |
|      | Gebäude        | Haagen 27         |           | Putzbau mit verputztem Sichtfachwerkgiebel, 17. Jh. Geschützt nach § 2 DSchG                                                 |    |
|      | Kellerhaus     | Haagen 30         |           | Kellerhaus, Putzbau mit rundbogigem Eingang, 1779 bez. Geschützt nach § 2 DSchG                                              |    |
|      | Vorbachbrücke  | Vorbachbrücke     |           | Doppelbogige Steinbrücke mit Nepomukfigur, 1837 bez. Geschützt nach § 2 DSchG                                                |    |
|      | Bildstock      | Ortsstraße        |           | Bildstock mit Pietà, 1753 bez. Geschützt nach § 2 DSchG                                                                      |    |
|      | Pumpe mit Trog | Ortswegkreuzung   |           | Gusseiserne Pumpe mit Trog, 19. Jh. Geschützt nach § 2 DSchG                                                                 |    |

### Honsbronn
Bau-, Kunst- und Kulturdenkmale in Honsbronn mit dem Dorf Honsbronn (⊙) und dem Weiler Bronn (⊙):
| Bild           | Bezeichnung        | Lage                                  | Datierung            | Beschreibung | ID |
| -------------- | ------------------ | ------------------------------------- | -------------------- | --- | -- |
|                | Scheune mit Keller | Bronn 1 (Karte)                       |                      | Scheuer; Keller mit Vorbau Geschützt nach § 2 DSchG                                                              |    |
|                | Wohnhaus           | Bronn 5                               |                      | Wohnhaus; Türrahmung Geschützt nach § 2 DSchG                                                                    |    |
|                | Wohnhaus           | Bronn 9                               |                      | Wohnhaus; Türrahmung Geschützt nach § 2 DSchG                                                                    |    |
| Weitere Bilder | Kriegerdenkmal     | Bronn, Bronn 19 (bei) (Karte)         | 1914–1918, 1939–1945 | Kriegerdenkmal in Bronn, für die Gefallenen und an Verwundung Gestorbenen des Ersten und Zweiten Weltkriegs.     |    |
|                |                    | Honsbronn 13                          |                      | Geschützt nach § 2 DSchG                                                                                         |    |
|                |                    | Honsbronn 21                          |                      | Geschützt nach § 2 DSchG                                                                                         |    |
|                |                    | Honsbronn 27                          |                      | Geschützt nach § 2 DSchG                                                                                         |    |
| Weitere Bilder | Kriegerdenkmal     | Honsbronn, Honsbronn 47 (bei) (Karte) | 1914–1918, 1939–1945 | Kriegerdenkmal in Honsbronn, für die Gefallenen und an Verwundung Gestorbenen des Ersten und Zweiten Weltkriegs. |    |

### Laudenbach
Bau-, Kunst- und Kulturdenkmale in Laudenbach mit dem Dorf Laudenbach (⊙) und dem Wohnplatz Bergkirche (⊙):
| Bild           | Bezeichnung                 | Lage                                     | Datierung   | Beschreibung | ID |
| -------------- | --------------------------- | ---------------------------------------- | ----------- | --- | -- |
|                | Brunnen                     | Am Markt                                 |             | Brunnen mit barocker Madonna Geschützt nach § 2 DSchG |    |
|                |                             | Am Markt 8                               |             | Geschützt nach § 2 DSchG |    |
|                | Gasthof                     | Am Markt 9                               |             | Gasthof Zur Krone. Putzbau mt Mittelzwerchhaus. Fensterrahmen mit Muscheldekor. Reiche Portalrahmung mit keilsteinartiger Kartusche, 1769 bez. Geschützt nach § 2 DSchG |    |
|                | Massivbau                   | Bachstraße 7                             |             | Massivbau; Pietàrelief Geschützt nach § 2 DSchG |    |
|                |                             | Bachstraße 18                            |             | Geschützt nach § 2 DSchG |    |
|                | Bildstock                   | bei Bachstraße 33                        |             | Bildstock mit Marienkrönung Geschützt nach § 2 DSchG |    |
|                | Bahnhofsgebäude             | Bahnstraße 3                             |             | Bahnhofsgebäude Geschützt nach § 2 DSchG |    |
| Weitere Bilder | Bergkirche Laudenbach       | Bergkirche 1 (Karte)                     | 1412        | Katholische Wallfahrtskirche. Spätgotischer Bau von 1412, darin: Hatzfeld-Grabmal von 1659. Geschützt nach § 12 DSchG |    |
|                | Massivbau                   | bei Bergkirche                           |             | Massivbau mit Staffelgiebel Geschützt nach § 12 DSchG |    |
|                | Bildstock                   | bei Bergkirche                           |             | Bildstock mit Kreuzigung und Stiftern Geschützt nach § 12 DSchG |    |
|                | Bildstock                   | hinter der Bergkirche                    |             | Bildstock (mit Pietà ?) Geschützt nach § 12 DSchG |    |
|                | Bildstock                   | hinter der Bergkirche auf dem Feld       |             | Bildstock mit Kreuzigung Geschützt nach § 12 DSchG |    |
| Weitere Bilder | Kreuzweg zur Bergkirche     | unterhalb der Bergkirche („Kapelleberg“) | 1878        | Kalvarienbergstationen. Freilandkreuzweg ab dem Ortsrand von Laudenbach bis zur Bergkirche Laudenbach hinauf. Die Genehmigung, Kreuzwegstationen entlang der Bergstaffel mit 255 Stufen auf herrschaftlichem Grund aufzustellen, erhielt die katholische Kirche im Jahr 1878. Daraufhin wurden „14 gute Reliefbilder aus Papiermaché, gefertigt zu Dijon in Frankreich“, an der Staffel aufgestellt. Auf der Höhe der fünften Station befindet sich außerdem ein Bildstock aus dem Jahr 1609, dessen Inschrift darauf hinweist, dass der Würzburger Vogt Valentin Gering die Staffel befestigen und den Bildstock aufstellen ließ, und um Gebet für Gering bittet. Geschützt nach § 2 DSchG |    |
| Weitere Bilder | 1. Kreuzwegstation          | unterhalb der Bergkirche                 | 1878        | 1. Kreuzwegstation des vierzehn Stationen umfassenden Kreuzwegs zur Bergkirche Laudenbach. Darstellung: I. Jesus wird zum Tode verurteilt. Geschützt nach § 2 DSchG |    |
| Weitere Bilder | 2. Kreuzwegstation          | unterhalb der Bergkirche                 | 1878        | 2. Kreuzwegstation des vierzehn Stationen umfassenden Kreuzwegs zur Bergkirche Laudenbach. Darstellung: II. Jesus nimmt das Kreuz auf seine Schultern. Geschützt nach § 2 DSchG |    |
| Weitere Bilder | 3. Kreuzwegstation          | unterhalb der Bergkirche                 | 1878        | 3. Kreuzwegstation des vierzehn Stationen umfassenden Kreuzwegs zur Bergkirche Laudenbach. Darstellung: III. Jesus fällt zum ersten Mal unter dem Kreuze. Geschützt nach § 2 DSchG |    |
| Weitere Bilder | 4. Kreuzwegstation          | unterhalb der Bergkirche                 | 1878        | 4. Kreuzwegstation des vierzehn Stationen umfassenden Kreuzwegs zur Bergkirche Laudenbach. Darstellung: IV. Jesus begegnet seiner hl. Mutter. Geschützt nach § 2 DSchG |    |
| Weitere Bilder | 5. Kreuzwegstation          | unterhalb der Bergkirche                 | 1878        | 5. Kreuzwegstation des vierzehn Stationen umfassenden Kreuzwegs zur Bergkirche Laudenbach. Darstellung: V. Simon von Cyrene hilft Jesus das Kreuz tragen. Geschützt nach § 2 DSchG |    |
| Weitere Bilder | 6. Kreuzwegstation          | unterhalb der Bergkirche                 | 1878        | 6. Kreuzwegstation des vierzehn Stationen umfassenden Kreuzwegs zur Bergkirche Laudenbach. Darstellung: VI. Veronika reicht Jesus das Schweißtuch. Geschützt nach § 2 DSchG |    |
| Weitere Bilder | 7. Kreuzwegstation          | unterhalb der Bergkirche                 | 1878        | 7. Kreuzwegstation des vierzehn Stationen umfassenden Kreuzwegs zur Bergkirche Laudenbach. Darstellung: VII. Jesus fällt zum zweiten Mal unter dem Kreuze. Geschützt nach § 2 DSchG |    |
| Weitere Bilder | 8. Kreuzwegstation          | unterhalb der Bergkirche                 | 1878        | 8. Kreuzwegstation des vierzehn Stationen umfassenden Kreuzwegs zur Bergkirche Laudenbach. Darstellung: VIII. Jesus tröstet die weinenden Frauen von Jerusalem. Geschützt nach § 2 DSchG |    |
| Weitere Bilder | 9. Kreuzwegstation          | unterhalb der Bergkirche                 | 1878        | 9. Kreuzwegstation des vierzehn Stationen umfassenden Kreuzwegs zur Bergkirche Laudenbach. Darstellung: IX. Jesus fällt zum dritten Mal unter dem Kreuze. Geschützt nach § 2 DSchG |    |
| Weitere Bilder | 10. Kreuzwegstation         | unterhalb der Bergkirche                 | 1878        | 10. Kreuzwegstation des vierzehn Stationen umfassenden Kreuzwegs zur Bergkirche Laudenbach. Darstellung: X. Jesus wird seiner Kleider beraubt. Geschützt nach § 2 DSchG |    |
| Weitere Bilder | 11. Kreuzwegstation         | unterhalb der Bergkirche                 | 1878        | 11. Kreuzwegstation des vierzehn Stationen umfassenden Kreuzwegs zur Bergkirche Laudenbach. Darstellung: XI. Jesus wird an das Kreuz genagelt. Geschützt nach § 2 DSchG |    |
| Weitere Bilder | 12. Kreuzwegstation         | unterhalb der Bergkirche                 | 1878        | 12. Kreuzwegstation des vierzehn Stationen umfassenden Kreuzwegs zur Bergkirche Laudenbach. Darstellung: XII. Jesus stirbt am Kreuze. Geschützt nach § 2 DSchG |    |
| Weitere Bilder | 13. Kreuzwegstation         | unterhalb der Bergkirche                 | 1878        | 13. Kreuzwegstation des vierzehn Stationen umfassenden Kreuzwegs zur Bergkirche Laudenbach. Darstellung: XIII. Der Leichnam Jesu wird vom Kreuze abgenommen. Geschützt nach § 2 DSchG |    |
| Weitere Bilder | 14. Kreuzwegstation         | unterhalb der Bergkirche                 | 1878        | 14. Kreuzwegstation des vierzehn Stationen umfassenden Kreuzwegs zur Bergkirche Laudenbach. Darstellung: XIV. Jesus wird in das Grab gelegt. Geschützt nach § 2 DSchG |    |
|                | Bildstock                   | unterhalb der Bergkirche („Kapelleberg“) |             | Bildstock mit Christi Himmelfahrt Geschützt nach § 2 DSchG |    |
|                | Bildstock                   | Haldenweg                                |             | Bildstock mit Pietà Geschützt nach § 12 DSchG |    |
|                | Ehem. Rathaus               | Herrgottstraße 8                         |             | ehem. Rathaus; Rundbogenportal; jetzt am Zehnthof Geschützt nach § 2 DSchG |    |
|                | Stadtmauerrest              | Herrgottstraße 9                         |             | Stadtmauerrest Geschützt nach § 2 DSchG |    |
|                | Stadtturm                   | Herrgottstraße 11                        | 15. Jh.     | Runder Stadtturm, sog. Herkelsturm, aus dem 15. Jh. Geschützt nach § 12 DSchG |    |
|                | Pfarrhaus                   | Kirchgasse 6                             |             | Pfarrhaus; Gartenmauer mit Schmuckportal; gusseiserne Pumpe mit Schale Geschützt nach § 12 DSchG |    |
| Weitere Bilder | St. Margareta               | Kirchgasse 10                            | 1613, 1895  | Kath. Pfarrkirche St. Margareta, neugotischer Bau von 1895 (Architekt Ulrich Pohlhammer, Stuttgart) mit Turm von 1613. Geschützt nach § 2 DSchG |    |
|                | Brücke mit Bildstock        | Marienstraße                             |             | Vorbachbrücke; Nepomukstatue Geschützt nach § 2 DSchG |    |
|                |                             | Marienstraße 12                          |             | ehem. Schlossmühle Geschützt nach § 2 DSchG |    |
|                |                             | Mörikestraße 1                           |             | Gasthof Zur Traube Geschützt nach § 2 DSchG |    |
|                |                             | Mühlenweg 8                              |             | eingemauerter Stein mit Mühlrad Geschützt nach § 2 DSchG |    |
|                | Steinkreuz                  | bei Neubronner Straße 3                  |             | spätmittelalterliches Sühnekreuz Geschützt nach § 2 DSchG |    |
|                | Bildstock                   | Neubronner Straße                        |             | Bildstock mit Pietà Geschützt nach § 12 DSchG |    |
|                | Bildstock                   | Neubronner Straße                        |             | Bildstock mit Kreuzgruppe Geschützt nach § 12 DSchG |    |
|                | Bildstock                   | Niederstetter Straße                     | 1780        | Bildstock mit Kreuzigungsgruppe, 1780 bez. Geschützt nach § 12 DSchG |    |
|                | Schloss Laudenbach          | Schlössle 5, 6                           |             | Mittelalterliche Schlossanlage Geschützt nach § 12 DSchG |    |
|                |                             | Von-Hatzfeld-Straße 2                    |             | Geschützt nach § 2 DSchG |    |
|                | Bildstock                   | bei Von-Hatzfeld-Straße 2                |             | Bildstock mit Hl. Dreifaltigkeit Geschützt nach § 2 DSchG |    |
|                | Wartturm                    | Wartberg                                 | 13.-15. Jh. | mittelalterlicher Wartturm Geschützt nach § 2 DSchG |    |
|                | Bildstock                   | bei Weikersheimer Straße 7               |             | spätgotisches Bildstockgehäuse Geschützt nach § 2 DSchG |    |
|                | Portalrahmung mit Keilstein | Zehnthof 3                               |             | Portalrahmung mit Keilstein Geschützt nach § 2 DSchG |    |
| Weitere Bilder | Schwabenmühle               | Zur Schwabenmühle 8                      |             | Ehemalige Schwabenmühle. Das Gebäude dient dem im Jahre 2008 neu eröffnete Camping Schwabenmühle als Rezeption. Geschützt nach § 2 DSchG |    |
|                | Bildstock                   | Straße nach Neubronn                     |             | Bildstock mit Pietà Geschützt nach § 2 DSchG |    |
|                | Kriegerdenkmal              |                                          |             | Kriegerdenkmal Erster Weltkrieg. |    |
|                | Kriegerdenkmal              |                                          |             | Kriegerdenkmal Zweiter Weltkrieg |    |

### Nassau
Bau-, Kunst- und Kulturdenkmale in Nassau mit dem Dorf Nassau (⊙), dem Weiler Lichtenhöfe (⊙) und dem Gehöft Louisgarde (⊙):
| Bild           | Bezeichnung                | Lage                   | Datierung | Beschreibung | ID                       |
| -------------- | -------------------------- | ---------------------- | --------- | --- | ------------------------ |
| Weitere Bilder | Ehem. Rathaus              | Eulenstraße 2          |           | Ehem. Rathaus. Fachwerkbau mit Walmdach; massives Erdgeschoss mit geohrtem Portal von 1780/90. Geschützt nach § 12 DSchG |                          |
| Weitere Bilder | Ehem. Pfarr- und Schulhaus | Eulenstraße 6, 8       | 1838      | Ehem. ev. Pfarr- und ehem. Schulhaus. Putzbau mit Satteldach. Zwei hervorgehobene Portale mit Windfang. Wappenstein 1838 bez. Umbau um 1990. Geschützt nach § 2 DSchG                                                        |                          |
| Weitere Bilder | Pfarrkirche                | Eulenstraße 12 (Karte) | 13. Jh.   | Ev. Pfarrkirche (ehem. St. Bartholomäus), spätromanische Chorturmkirche, 13. Jahrhundert. Geschützt nach § 2 DSchG | Wikidata-Objekt anzeigen |
|                |                            | Eulenstraße 17         |           | Portalrahmung mit Oberlicht Geschützt nach § 12 DSchG |                          |
|                | Erbauungsstein             | Lange Straße 10        |           | Erbauungsstein Geschützt nach § 12 DSchG |                          |
|                | Steinschiebefenster        | Vorstadtstraße 2       |           | Steinschiebefenster Geschützt nach § 12 DSchG |                          |
|                | Louisgarde                 | Louisgarde             |           | Ehem. Kloster und spätere hohenlohische Domäne. Hofanlage mit teilweiser Ummauerung. Massives Herrenhaus mit Zwerchgiebel und Uhr, Rundbogenfries und reicher Portalrahmung; Wappenstein 1902 bez. Geschützt nach § 12 DSchG |                          |
|                | Kriegerdenkmal             |                        |           | Kriegerdenkmal |                          |

### Neubronn
Bau-, Kunst- und Kulturdenkmale in Neubronn mit dem Dorf Neubronn (⊙) und dem Weiler Oberndorf (⊙):
| Bild           | Bezeichnung    | Lage                  | Datierung   | Beschreibung | ID                       |
| -------------- | -------------- | --------------------- | ----------- | --- | ------------------------ |
|                |                | Neubronn 5            |             | Doppelwappenstein an der Scheuer Geschützt nach § 2 DSchG                                                        |                          |
|                | Pfarrhaus      | Neubronn 6            |             | Pfarrhaus Geschützt nach § 2 DSchG                                                                               |                          |
|                | Erbauungstafel | Neubronn 32           |             | Erbauungstafel Geschützt nach § 2 DSchG                                                                          |                          |
|                | Brunnen        | bei Neubronn 32       |             | Zweiröhrenbrunnen mit Doppeltrog Geschützt nach § 2 DSchG                                                        |                          |
| Weitere Bilder | Pfarrkirche    | Neubronn 44 (Karte)   | 11.-13. Jh. | Pfarrkirche, im Kern romanisch. In der Fassade Löwenrelief. Geschützt nach § 12 DSchG                            | Wikidata-Objekt anzeigen |
|                | Steinkreuz     | Straße nach Röttingen |             | mittelalterliches Sühnekreuz Geschützt nach § 2 DSchG                                                            |                          |
|                |                | Oberndorf 4           |             | Erbauungsstein mit Wappen und Zunftzeichen; 1838 datiert; nicht mehr am Haus angebracht Geschützt nach § 2 DSchG |                          |
|                | Kriegerdenkmal |                       |             | Kriegerdenkmal                                                                                                   |                          |

### Queckbronn
Bau-, Kunst- und Kulturdenkmale in Queckbronn mit dem Dorf Queckbronn (⊙):
| Bild | Bezeichnung    | Lage                  | Datierung | Beschreibung                                                              | ID |
| ---- | -------------- | --------------------- | --------- | ------------------------------------------------------------------------- | -- |
|      | Erbauungsstein | Queckbronn 11         |           | Erbauungsstein mit Pflugschar Geschützt nach § 2 DSchG                    |    |
|      | Wohnhaus       | Queckbronn 22 (Karte) |           | Wohnhaus Geschützt nach § 2 DSchG                                         |    |
|      | Ortsbrunnen    |                       |           | Brunnenstock mit Maskenrelief und Urnenbekrönung Geschützt nach § 2 DSchG |    |
|      | Kriegerdenkmal | Queckbronn            |           | Kriegerdenkmal Erster und Zweiter Weltkrieg.                              |    |

### Schäftersheim
Bau-, Kunst- und Kulturdenkmale in Schäftersheim mit dem Dorf Schäftersheim (⊙) und dem im Juli 1992 abgebrannte Gehöft Scheinhardtsmühle (⊙):
| Bild           | Bezeichnung                 | Lage                                              | Datierung            | Beschreibung | ID |
| -------------- | --------------------------- | ------------------------------------------------- | -------------------- | --- | -- |
|                |                             | Bachgasse 12                                      |                      | Geschützt nach § 2 DSchG |    |
|                | Fachwerkbau                 | Herrengasse 4                                     |                      | Fachwerkbau Landbecksches Haus Geschützt nach § 2 DSchG                                                                                        |    |
|                | Ehem. Gasthof               | Herrengasse 5                                     |                      | ehem. Gasthof Zum Ochsen Geschützt nach § 2 DSchG                                                                                              |    |
| Weitere Bilder | Scheune                     | Klosterhof 4                                      |                      | ehem. Klosterscheuer; heute eine Heckenwirtschaft Geschützt nach § 2 DSchG                                                                     |    |
| Weitere Bilder | Klosterhof                  | Klosterhof 5                                      |                      | Klosterhof Geschützt nach § 2 DSchG |    |
|                | Türrahmung mit Schlussstein | Klosterstraße 9                                   |                      | Türrahmung mit Schlussstein Geschützt nach § 2 DSchG                                                                                           |    |
|                |                             | Klosterstraße 11                                  |                      | Geschützt nach § 2 DSchG |    |
|                | Brücke                      | Nassauer-Bach-Brücke                              |                      | Massive Doppelbogenbrücke Geschützt nach § 2 DSchG                                                                                             |    |
|                |                             | Würzburger Straße 23                              |                      | Geschützt nach § 2 DSchG |    |
|                |                             | Würzburger Straße 28                              |                      | Tafel des ehem. Etterstocks am ehem. Rathaus Geschützt nach § 2 DSchG                                                                          |    |
|                |                             | Würzburger Straße 33                              |                      | Geschützt nach § 2 DSchG |    |
|                |                             | Würzburger Straße 34                              |                      | Türrahmung mit Schlussstein am Pfarrhaus Geschützt nach § 2 DSchG                                                                              |    |
| Weitere Bilder | Pfarrkirche                 | Würzburger Straße 36 (Karte)                      |                      | Ev. Pfarrkirche (ehem. St. Nikolaus). Chorturmkirche mit spätromanischem Turm. Innen mittelalterliche Wandmalereien. Geschützt nach § 12 DSchG |    |
| Weitere Bilder | Kriegerdenkmal              | Schäftersheim, Würzburger Straße 36 (bei) (Karte) | 1914–1918, 1939–1945 | Kriegerdenkmal zum Gedenken an die Gefallenen des Ersten und Zweiten Weltkriegs vor der Kirche St. Nikolaus in Schäftersheim.                  |    |